# ساغر قناعت
ساغر قناعت (زاده ۲۶ آذر ۱۳۷۳ در تهران) بازیگر اهل ایران است.

## زندگی‌نامه
او در ۲۶ آذر ۱۳۷۳ در تهران به دنیا آمد.
حضور در فیلم مالاریا ساخته پرویز شهبازی نخستین تجربهٔ بازیگری او بود.

## فیلم‌شناسی

### سینما
| سال  | نام فیلم             | نقش  | کارگردان         |
| ---- | -------------------- | ---- | ---------------- |
| ۱۳۹۴ | مالاریا              | حنا  | پرویز شهبازی     |
| ۱۳۹۶ | جشن دلتنگی           | سارا | پوریا آذربایجانی |
| ۱۳۹۸ | روز بلوا             |      | بهروز شعیبی      |
| ۱۳۹۹ | هفته‌ای یک‌بار آدم باش | ماهی | شهرام شاه حسینی  |

### تلویزیون
| سال  | نام سریال  | نقش   | کارگردان    |
| ---- | ---------- | ----- | ----------- |
| ۱۳۹۹ | بوم و بانو | مرجان | سعید سلطانی |

### نمایش خانگی
| سال  | نام سریال    | نقش  | کارگردان      |
| ---- | ------------ | ---- | ------------- |
| ۱۳۹۹ | شب‌های مافیا  | خودش | سعید ابوطالب  |
| ۱۴۰۱ | نوبت لیلی    |      | روح‌الله حجازی |
| ۱۴۰۲ | پدرخوانده۲   | خودش | سعید ابوطالب  |
| ۱۴۰۳ | پدرخوانده سه | خودش | سعید ابوطالب  |

## جوایز و افتخارات
۲۰۱۷- بهترین بازیگر زن دهمین فستیوال بین‌المللی اورنبورگ روسیه